# فتيخيات
فُتَيْخِيَّات أو حلزونيات تفاحية أو امبولوريدي (باللاتينية: Ampullariidae)، (بالإنجليزية: apple snails) هي عائلة حلزونات تسمى أيضا آبل سنيل، تبقى خاملة ومختفية أثناء النهار، وتخرج في الليل للأكل. في الطبيعية قد تترك الماء لايجاد الغذاء. أعضاء هذه العائلة تمتلك خياشيم ورئة. يمدد الحلزوان خرطومه فقط إلى خارج الماء ويكون جسمه داخل الماء للتنفس لذلك أن تم تربيتها في حوض يجب أن يكون الحوض مفتوح على الهواء الجوي.
تكون الأجناس منفصلة في هذه العائلة. ويمكن التفريق ما بين الذكر والأنثى في القليل من الأنواع من خلال شكل الصدفة. تضع الأنثى 200-600 بيضة على شكل مجموعات فوق سطح الماء غالبا في الليل. تضع انثى حلزون (Marisa) بيضها في مجموعات أيضا ولكن تحت سطح الماء، يفقس البيض بعد 2-3 أسابيع حسب درجة الحرارة وتاكل الصغار الحلزون نفس طعام الكبار.